# Parafia św. Stanisława Biskupa w Gołaszewie
Parafia św. Stanisława Biskupa w Gołaszewie znajduje się w archidiecezji gnieźnieńskiej, w dekanacie kłeckim.

## Historia
Murowany kościół został wybudowany w 1853 r. dla gminy ewangelicko-unijnej. W 1945 r. został przekazany do użytku ludności wyznania rzymskokatolickiego.  
W 1971 r. utworzono w Gołaszewie parafię pw. św. Stanisława Biskupa Męczennika, w skład której weszły: Gołaszewo, Gółka, Piastowice, Jaworówko, Strzeszkówko, Gorzewo, Tumidaj. 
Pierwszym proboszczem był ks. Kazimierz Gołdyński. Nieco później powstał cmentarz, wcześniej zmarłych z Gołaszewa chowano na nekropolii w Łopiennie. 
W 2003 roku miały miejsce uroczystości jubileuszowe kościoła, na które zaproszono Niemców – przedwojennych mieszkańców wsi. Dla upamiętnienia tego faktu na cmentarzu postawiono obelisk z tablicą, na której umieszczono napis: „Niech to miejsce przenosi w następne pokolenia pamięć o Siostrach i Braciach Wspólnoty Ewangelickiej tu mieszkających. W 150 rocznicę wybudowania przez nich kościoła. Rzymsko-katolicka Parafia Gołaszewo”.